# SS Principessa Mafalda
SS Principessa Mafalda foi um transatlântico italiano, batizado com este nome em homenagem à segunda filha do Rei Vítor Emanuel III, Mafalda de Saboia. 
Foi lançada ao mar em 22 de outubro de 1908. O navio ficou marcado na história pelo naufrágio ocorrido em 24 de outubro de 1927 na costa do estado brasileiro da Bahia.

## O naufrágio

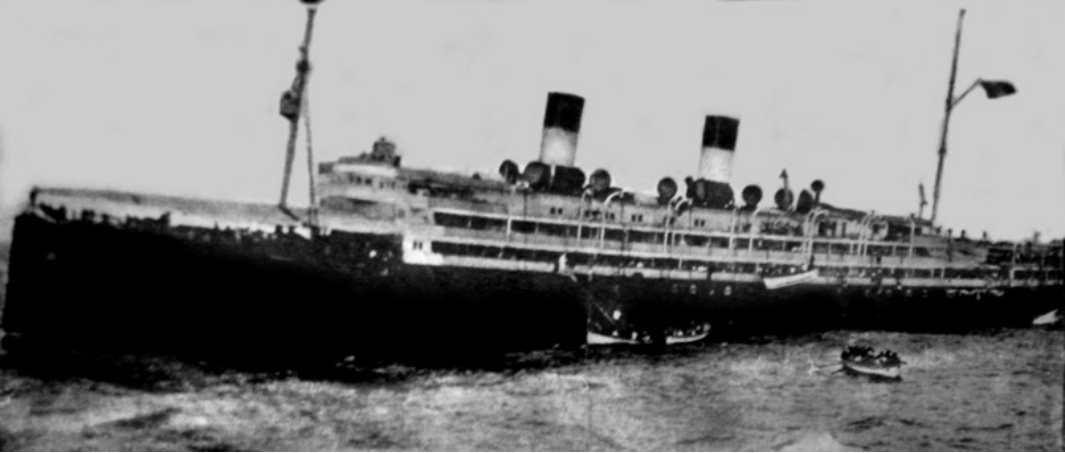
Operação de abandono do navio, 25 de outubro de 1927.

O transatlântico, partiu do porto de Gênova (Itália) no dia 11 de outubro, e fez uma primeira escala em Barcelona (Espanha), conforme previsto, e partiu para a América do Sul. A maior parte dos passageiros tinha como destino final a cidade de Buenos Aires (Argentina), no Rio de Janeiro iriam desembarcar 26 passageiros e para o porto de Santos seguiam outros 85.
Um problema mecânico a bordo surge e o navio realiza uma escala não programada na Ilha de São Vicente, em Cabo Verde. Uma vez resolvida a avaria, o barco continuou o seu curso. Em 24 de outubro, é identificado um defeito mecânico em um dos eixos do navio e mesmo após solucionado o problema, a embarcação passa navegar com velocidade reduzida.
Na tarde do dia 25 de outubro, o Principessa Mafalda sofre uma forte trepidação originada do rompimento do tubo telescópico do eixo do hélice direita. O hélice rompe o casco do navio, e rapidamente a embarcação é tomada pelas águas e as caldeiras são apagadas. A tripulação fez um pedido de S.O.S que foi atendido por varias embarcações entre elas os vapores Voltair, Formosa, Empire Star, Mosella e Piauhy.
Dos 968 passageiros e 287 tripulantes que estavam no navio, 350 passageiros perecerem além de 32 tripulantes, o capitão Simone Guli fazia parte desta lista.
O navio mergulhou de popa.
Curiosamente, a família Bergoglio — os avós, pai e tios do Papa Francisco — havia comprado passagens para migrar para a Argentina no Principessa Mafalda, mas precisou trocar os bilhetes devido à demora na venda do café que mantinham em Turim. Giovanni Angelo Bergoglio, Rosa Margarita Vasallo di Bergoglio e seus seis filhos deixaram a Itália apenas em novembro, a bordo do Giulio Cesare.